# Richard Michell Upjohn

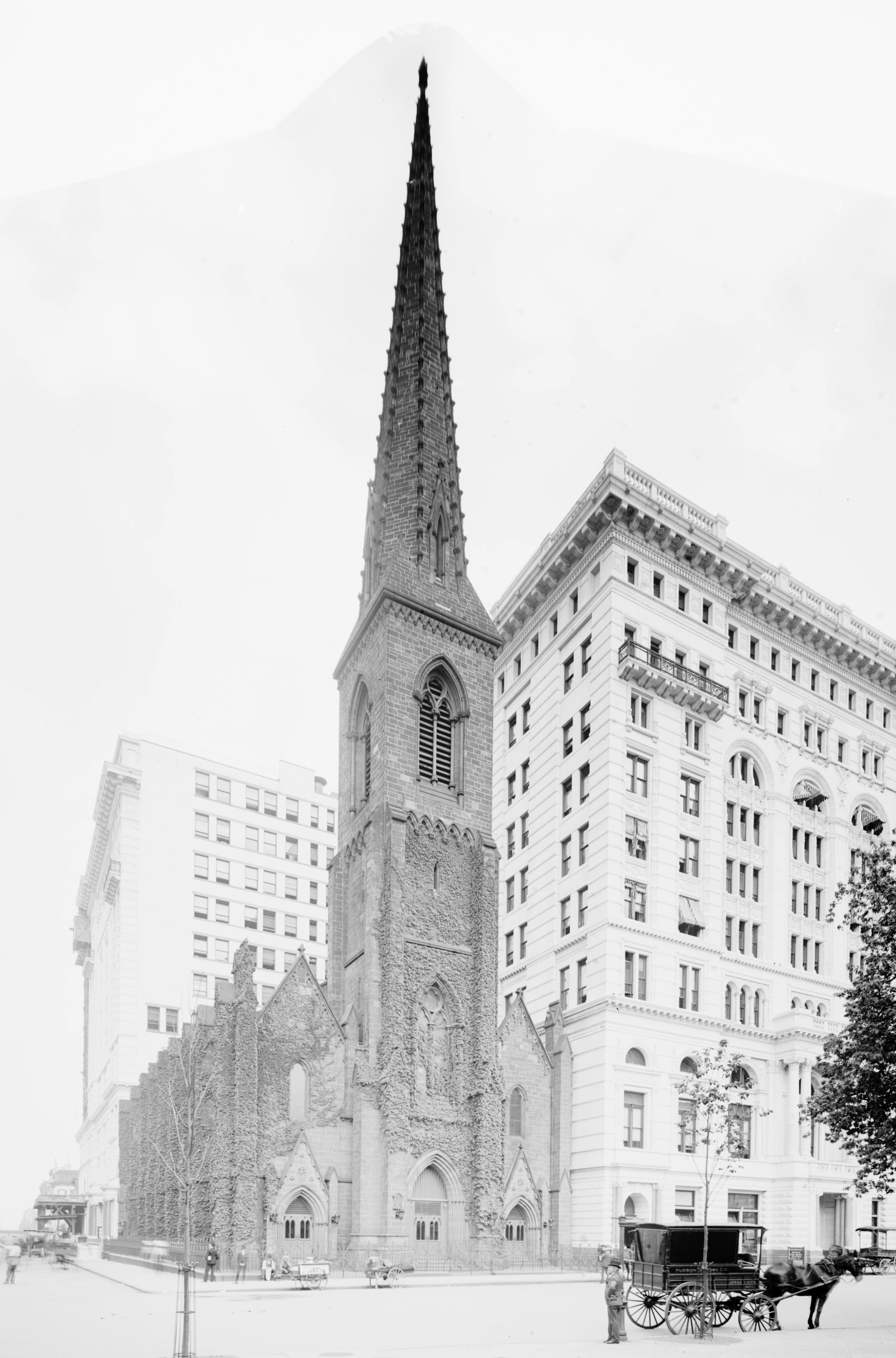
Madison Square Presbyterian Church (1853–54), primeiro projeto individual de Upjohn

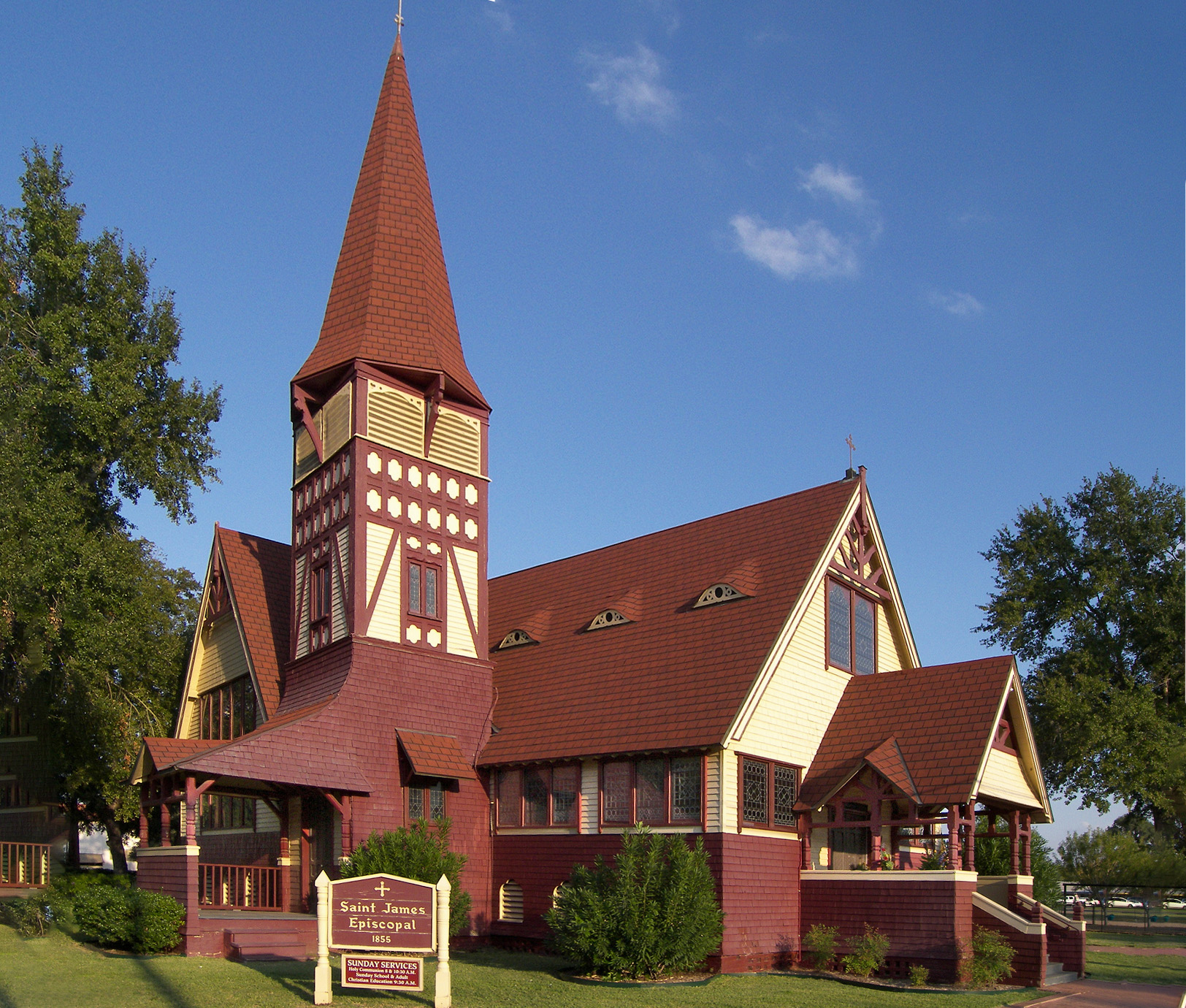
St. James Episcopal Church (1855) em La Grange (Texas)

Richard Michell Upjohn (Shaftesbury, 7 de março de 1828 – 3 de março de 1903) foi um arquiteto estadunidense, co-fundador e presidente do Instituto de Arquitetos dos Estados Unidos.

## Construções como Richard Upjohn
- St. John Chrysostom Church (1851) em Delafield, no NRHP
- St. Peter's Episcopal Church (1859) em Albany, Nova Iorque, um Marco Histórico Nacional
- Trinity-St. Paul's Episcopal Church (1862–63) em New Rochelle, no NRHP
- All Saint's Memorial Church (1864) em Navesink, um Marco Histórico Nacional
- A terceira Saint Thomas Church (Manhattan) (1865–70) em Nova Iorque, destruída em incêndio em 1905
- Green-Wood Cemetery (1860) em Brooklyn, Nova Iorque, um Marco Histórico Nacional
- Edwin A. Stevens Hall (1871) em Hoboken (Nova Jérsei), no NRHP
- St. Paul's Episcopal Church (1871–75) em Selma (Alabama), no NRHP

## Construções como Richard M. Upjohn
- Madison Square Presbyterian Church (1853–54), at Madison Avenue and 24th Street, New York City, demolished for Stanford White's Madison Square Presbyterian Church (1906)
- St. James Episcopal Church (1855) in La Grange, Texas, on the NRHP
- St. Luke's Church (1857) in Clermont, New York, on the NRHP
- Christ Church Episcopal (1866) in Riverdale, New York, on the NRHP
- St. Alban's Episcopal Church (1865) in Staten Island, New York, on the NRHP
- Church of the Covenant (1865–67) in Boston, Massachusetts
- St. Paul's Church (1866) in Brooklyn, New York, on the NRHP
- St. John's Protestant Episcopal Church (1869) in Stamford, Connecticut, on the NRHP
- Trinity Church (1871) in Thomaston, Connecticut, on the NRHP
- First National Bank (1871) in Salt Lake City, Utah, on the NRHP
- Connecticut State Capitol (1871-1878) in Hartford, Connecticut, a National Historic Landmark
- Saint Andrew's Episcopal Church (1873) in Rochester, New York, on the NRHP
- Fay Club (1883) in Fitchburg, Massachusetts, on the NRHP
- Church of St. Joseph of Arimathea (1883) in Greenburgh, New York, on the NRHP
- St. Mark's Episcopal Church (1886) in Augusta, Maine, on the NRHP
- St. George's Protestant Episcopal Church (1887) in Brooklyn, New York, on the NRHP
- St. Peter's Episcopal Church (1891) in Peekskill, New York, on the NRHP
- Church of St. John in the Wilderness (1852) in Copake Falls, New York, on the NRHP